# 大跃进二水库
大跃进二水库是中国吉林省长春市德惠市境内的一座水库，位于沐石河支流长太河上，建于1959年。水库正常库容为600万立方米，集雨面积为17平方千米，海拔为160.4米。